# Angry Anderson
Angry Anderson, pseudonimo di Gary Anderson (Melbourne, 5 agosto 1947), è un cantante, attore e conduttore televisivo australiano, famoso per essere il frontman dei Rose Tattoo.
Egli è subito riconoscibile per alcune caratteristiche come le braccia completamente tatuate, la corporatura minuta, la testa pelata, e la potente voce.
Anderson è il cantante dei Rose Tattoo e The Party Boys, due band attive soprattutto negli anni ottanta, ma ancora attive ai giorni nostri.
Tra le varie apparizioni in alcuni celebri film, sono da menzionare i film Mad Max: Beyond Thunderdome nel 1985 e il più recente Ghost Rider nel 2006.

## Biografia
La carriera di Anderson iniziò nei primi anni settanta a Sydney, sotto il nome di "Angry Ant". Egli fondò la sua prima band "Peace Power and Purity" durante il 1971 fino al 1972. Nel 1973 formerà i "Buster Brown", gruppo col quale si esibirà fino al 1976, anno nel quale raggiunse la band dei Rose Tattoo. La band, grazie anche a singoli di successo come "Bad Boy for Love" e "We Can't Be Beaten", diventò uno tra i gruppi simbolo del rock australiano assieme agli AC/DC, costruendosi la reputazione fino a diventare tra i gruppi rock più rappresentativi del continente.
Dopo diversi successi con i Rose Tatto, Anderson debuttò nel mondo del cinema iniziando con un piccolo ruolo nel film "Bullamakanka" nel 1985, mentre seguì una parte più importante nel noto Mad Max III: Beyond Thunderdome con Mel Gibson. L'ultimo album dei Rose Tattoo, "Beats from a Single Drum" era inizialmente progettato per essere l'album di debutto di Angry Anderson come solista, con il produttore statunitense Kevin Beamish. L'album venne realizzato nel 1986 e ne venne estratta la ballad "Suddenly", brano che guadagnò il primo posto nelle classifiche australiane nel 1987. Il disco venne poi ristampato e diffuso come album solista di Anderson, come era previsto in origine.
Durante una pausa dalla carriera musicale, Anderson recita il ruolo di Vladimir Lenin nel musical Rasputin allo State Theatre di Sydney, e partecipò in TV al "The Midday Show". Anderson poi realizzò il secondo (sotto certi versi il primo) album solista, Blood from Stone nel 1990, prodotto dal noto Beau Hill. La band di Angry Anderson, era formata da Robin Riley alla chitarra solista, Bobby Barth alla chitarra ritmica, Jim Hilbun al basso e Tim Powles alla batteria. La band suonò di supporto agli Aerosmith nel loro tour australiano nell'ottobre del 1990. I brani "Heaven" e "Bound for Glory," vennero inoltre suonati alla cerimonia d'apertura della finale di football in Australia nel 1990.
Nel 1992, Anderson è apparso nel ruolo di Re Erode nella versione australiana del noto musical di Andrew Loyd Webber e Tim Rice "Jesus Christ Superstar", assieme ad altre rock star australiane. È apparso anche nella colonna sonora del film, "Jesus Christ Superstar: The Album" nel luglio 1992.
Dopo varie comparse a ruoli in altri film, tra cui anche nel recente Ghost Rider con Nicolas Cage, Anderson continua il progetto con i Rose Tatto, con i quali ha pubblicato di rencente alcuni album: il live 25 to Life nel 2000, Pain nel 2002 e Blood Brothers nel 2007.

## Discografia

### Solista
- Beats from a Single Drum (1986) (originariamente edito come album dei Rose Tattoo)
- Blood from Stone (1990)

### Con i Rose Tattoo

#### Album in studio
- Rose Tattoo (1978)
- Assault & Battery (1981)
- Scarred for Life (1982)
- Southern Stars (1984)
- Beats from a Single Drum (1986)
- Pain (2002)
- Blood Brothers (2007)

#### Live
- 25 to Life (2000)

#### Raccolte
- Angry Metal: 20 Great Tracks (1981)
- A Decade Of Rock (1986)
- Nice Boys Don't Play Rock N Roll (1992)
- The Best of Rose Tattoo (1995)
- Never Too Loud (1997)
- Best of Rose Tattoo (2005)
- Assault & Battery/Rose Tattoo (2005)

### Altri album
- Angry Anderson & Pete Wells & The Damn Fine Band (2002)

## Filmografia
- Bullamakanka (1984)
- Mad Max - Oltre la sfera del tuono (1985)
- Scuff the Sock (1987) (TV)
- Finding Joy (2002)
- Fat Pizza (2003)
- Method of Entry (2005)
- Ghost Rider (2006)